# Куцак Андрій Авер'янович
Андрій Авер'янович Куцак (17 липня 1903, с. Жерденівка Подільської губернії (нині — Гайсинський район Вінницької області) — 12 січня 1974, Мінськ) — радянський партійний і державний діяч. Член ВКП(б).

## Біографія
У 1924 році закінчив Вищі педагогічні курси в м. Гайсині, потім працював учителем.
У 1925-1928 роках на службі в РСЧА.
Після демобілізації вступив до Тіфліського лісотехнічного інституту, після його закінчення працював на Гомельському деревообробному комбінаті, через три роки став його директором, пройшовши шлях від майстра цеху і головного інженера.
У 1939 році обраний третім секретарем Гомельського міськкому КП(б)Б, з січня 1941 року - секретар Гомельського обкому КП(б)Б по кадрах.
У серпні 1941 - листопаді 1942 року перебував на посаді секретаря Гомельського підпільного обкому КП(б)Б, очолював надзвичайну комісію по евакуації підприємств, з липня 1942 року комісар групи партизанських загонів.
У серпні 1943 року призначений уповноваженим ЦК КП(б)Б і ЦШПР на Центральному фронті.
Після звільнення Білорусі знову обраний секретарем Гомельського обкому КП(б)Б, з 1948 року - другий секретар обкому.
З вересня 1952 року по січень 1954 року працював головою Гомельського обласного виконавчого комітету, після по липень 1956 року був першим заступником голови.
З липня 1956 року в Мінську - працював в деревообробній промисловості: призначений міністром створеного Міністерства паперової та деревообробної промисловості БРСР, після його скасування в 1957 році працював начальником Головного управління паперової та деревообробної промисловості Білоруського раднаргоспу, потім до 1963 року першим заступником начальника.
Кандидат в члени ЦК КПБ (1940-1960), депутат Верховної Ради БРСР (1951-1959).

## Нагороди
- Орден Леніна
- Орден Трудового Червоного Прапора
- Орден Червоної Зірки
- Орден «Знак Пошани»
- Медаль «Партизану Вітчизняної війни» 1 ступеня
- Медаль «Партизану Вітчизняної війни» 2 ступеня
- 12 медалей